# (4268) Гребеников
(4268) Гребеников (лат. Grebenikov) — типичный астероид главного пояса, открыт 5 октября 1972 года советским астрономом Тамарой Смирновой в Крымской астрофизической обсерватории и 18 февраля 1992 года назван в честь советского и российского астронома Евгения Гребеникова.

## Обнаружение и именование
(4268) Гребеников
Открыт 5 октября 1972 года в Научном Т. М. Смирновой.
Назван в честь Евгения Александровича Гребеникова, заведующего отделом Института проблем кибернетики в Москве, известного специалиста по аналитической и небесной механике, а также по качественной теории дифференциальных уравнений. В соавторстве с Е. П. Аксёновым и В. Г. Дёминым исследовал проблему двух неподвижных центров и нашёл её общее решение. Он доказал ряд теорем, обосновывающих метод усреднения Делоне-Хилла. В серии исследований он и его многочисленные ученики применили эти результаты для построения точных теорий движения искусственных спутников Земли, естественных спутников и малых планет. Название предложено Институтом теоретической астрономии РАН, Санкт-Петербург.
Оригинальный текст (англ.)4268 Grebenikov
Discovered 1972-10-05 by Smirnova, T. M. at Nauchnyj.
Named in honor of Evgenij Alexandrovich Grebenikov, head of the department in the Institute of Problems of Cybernetics in Moscow, well-known expert on analytical and celestial mechanics and on the qualitative theory of differential equations. In co-authorship with E. P. Aksenov and V. G. Demin he has investigated the problem of two fixed centers and found its general solution. He has proved a number of theorems substantiating the averaging method by Delaunay-Hill. In a series of studies he and his numerous pupils applied these results to the construction of precise theories of the motions of artificial earth satellites, natural satellites and minor planets. Name proposed by the Institute of Theoretical Astronomy, St. Petersburg.
Источники: DISCOVERY.DB; M.P.C. 19695.

## Орбита

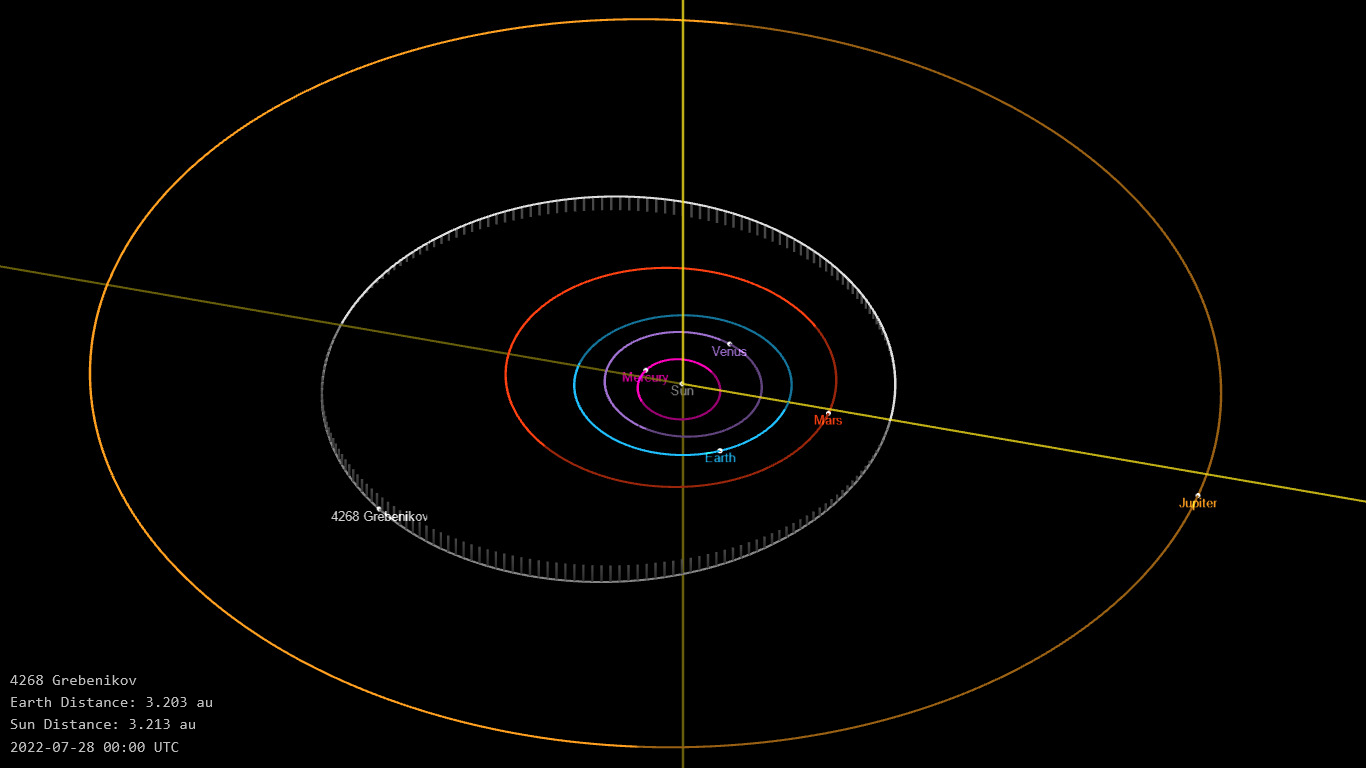
Орбита астероида Гребеников и его положение в Солнечной системе

## Физические характеристики
Астероид относится к таксономическому классу C.
По результатам наблюдений в видимом и ближнем инфракрасном диапазоне космического телескопа NEOWISE диаметр астероида оценивается равным 6,205±1,508 км. Согласно тем же источникам альбедо оценивается как 0,1360±0,0554 и 0,136±0,055.